# Chirita elphinstonia
Chirita elphinstonia är en tvåhjärtbladig växtart som beskrevs av William Grant Craib. Chirita elphinstonia ingår i släktet Chirita och familjen Gesneriaceae. Inga underarter finns listade i Catalogue of Life.